# Frumosu
Frumosu es una comuna ubicada en el distrito de Suceava, Rumania.

## Superficie
Posee una superficie de 99,62 kilómetros cuadrados.

## Demografía
Hasta 2021 la población era de 2931 habitantes, con una densidad de población de 29,42 habitantes por kilómetro cuadrado.